# Újpesti Vasútibrug

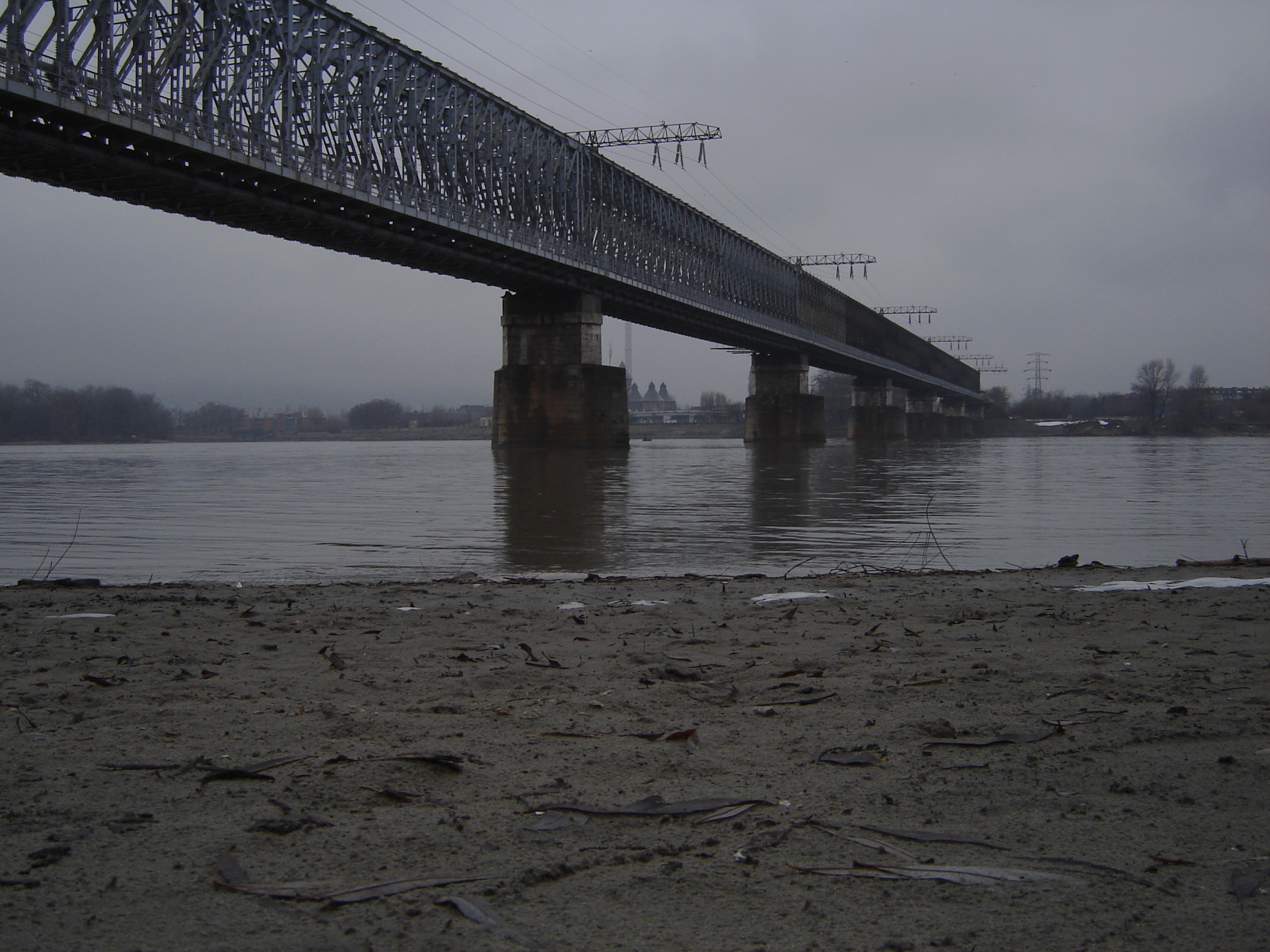
Újpesti Vasúti hid

De Újpesti Vasútibrug (Nieuwpester Spoorbrug, in het Hongaars Újpesti vasúti hid) is een spoorwegbrug en is de na de Megyeribrug de tweede brug over de Donau die men in Boedapest stroomafwaarts tegenkomt, vanaf de Donauknie (Duna-Kanyar), de bocht die de rivier neemt ter hoogte van de Donaustad Vác, en naar het zuiden stroomt.
Deze noordelijk gelegen spoorwegbrug met een enkel spoor is onderdeel van de spoorlijn Boedapest Weststation - Esztergom (S72 en S76)